# Fighter feat. SPOCK (NORTH COAST BAD BOYZ)
『Fighter feat. SPOCK (NORTH COAST BAD BOYZ)』（ファイター フィーチャリング スポック (ノース・コースト・バッド・ボーイズ)）は、2008年12月17日発売の日本の歌手・白石乃梨の4枚目のシングル。発売元はGIZA studio。

## 解説
- 前作の白石桔梗から現在の白石乃梨に改名してからのシングルはSPOCK（NORTH COAST BAD BOYZ）をフィーチャーした曲。ミニアルバム「norizm」先行シングル。

## 批評
CDジャーナルは「オリエンタルなトラックに乗せて、彼女がラップ交じりに艶やかな歌声を聴かせる正統派」と評した。

## 収録曲
1. Fighter feat. SPOCK (NORTH COAST BAD BOYZ)
作詞：SPOCK・白石乃梨　作曲：白石乃梨　編曲：SPOCK・中沢昭宏・田村培修
2. don't leave me
作詞・作曲：白石乃梨　編曲：Mr. Lee